# Kecamatan Simeulue Barat
Kecamatan Simeulue Barat (indonesiska: Simeulue Barat) är ett distrikt i Indonesien.   Det ligger i provinsen Aceh, i den västra delen av landet, 1 600 km nordväst om huvudstaden Jakarta. Kecamatan Simeulue Barat ligger på ön Pulau Simeulue.